# Idea hera
Idea hera är en fjärilsart som beskrevs av Hans Fruhstorfer 1903. Idea hera ingår i släktet Idea och familjen praktfjärilar. Inga underarter finns listade i Catalogue of Life.